# Joseph Irimpen
Joseph Irimpen (* 25. Februar 1919 in Poovathussery, Britisch-Indien; † 23. August 1997) war ein indischer Geistlicher und syro-malabarischer Bischof von Palghat.

## Leben
Joseph Irimpen besuchte die St. Aloysius High School in Elthuruth und das St. Thomas College in Trichur. Nachdem er 1943 an der University of Madras einen Abschluss erworben hatte, studierte er Philosophie und Katholische Theologie am Priesterseminar in Kandy. Am 6. Mai 1950 empfing Irimpen das Sakrament der Priesterweihe. Später war er als Generalvikar der Eparchie Trichur tätig.
Am 27. Juni 1974 ernannte ihn Papst Paul VI. zum ersten Bischof von Palghat. Der Erzbischof von Ernakulam, Joseph Kardinal Parecattil, spendete ihm am 8. September desselben Jahres in der St. Raphael’s Cathedral in Palghat die Bischofsweihe; Mitkonsekratoren waren der Bischof von Trichur, Joseph Kundukulam, und der Bischof von Tellicherry, Sebastian Valloppilly.
Papst Johannes Paul II. nahm am 1. Dezember 1994 das von Joseph Irimpen aus Altersgründen vorgebrachte Rücktrittsgesuch an.
Joseph Irimpen wurde in der St. Raphael’s Cathedral in Palghat beigesetzt.